# Coupe du monde de saut d'obstacles 1990-1991
Navigation
Édition précédente Édition suivante
La coupe du monde de saut d'obstacles 1990-1991 est la 13e édition de la coupe du monde de saut d'obstacles organisée par la FEI. La finale se déroule à Göteborg (Suède), en avril 1991.

## Classement après la finale
| Pos. | Cavalier        | Nationalité | Cheval          |
| ---- | --------------- | ----------- | --------------- |
| 1    | John Whitaker   | États-Unis  | Milton          |
| 2    | Nelson Pessoa   | Brésil      | Special Envoy   |
| 3    | Roger-Yves Bost | France      | Norton de Rhuys |